# Карпати (селище)
Карпа́ти — селище в Україні, у Алчевській міській громаді, Алчевського району Луганської області. Населення становить 739 осіб. До 2020 орган місцевого самоврядування — Михайлівська селищна рада. 
Знаходиться на тимчасово окупованій території України.

## Історія
12 червня 2020 року, відповідно до Розпорядження Кабінету Міністрів України  № 717-р «Про визначення адміністративних центрів та затвердження територій територіальних громад Луганської області», увійшло до складу Алчевської міської громади.
17 липня 2020 року, в результаті адміністративно-територіальної реформи та ліквідації Перевальського району увійшло до складу Алчевського району.

## Транспорт
В селищі знаходиться залізничний зупинний пункт Церковний.